# Abynotha
Abynotha is een geslacht van vlinders van de familie spinneruilen (Erebidae), uit de onderfamilie Lymantriinae.

## Soorten
- A. hylomima (Holland, 1893)
- A. meinickei Hering, 1926
- A. preussi (Mabille & Vuillot, 1892)